# Antoine Gaudillat
Antoine Gaudillat, né le 25 août 1988 à Orléans, est un coureur cycliste français. Durant sa carrière, il participe à des compétitions sur route et sur piste.

## Biographie
Antoine Gaudillat commence le cyclisme à l'âge de quatorze ans pour suivre ses parents, eux-mêmes pratiquants de ce sport,. Titulaire d'un master en logistique, il a travaillé pendant un an chez Renault comme ingénieur, sans toutefois renoncer à la compétition. Il est entraîné par son père Alain. 
Après des débuts espoirs à l'UC Orléans, il évolue successivement au Guidon chalettois (2008-2011) et à l'AS Corbeil-Essonnes. En 2013, il part courir en Angleterre au sein d'une équipe locale. L'année suivante, il revient en France et crée sa propre marque de vélo, dénommée « Yadigo ». Il se distingue ensuite lors de la saison 2015 en devenant champion de France de demi-fond, associé à son père Alain, qui pilote la moto,. 
En 2016, il intègre le VS Chartrain, avec un statut de capitaine de route. Sous ses nouvelles couleurs, il remporte la Nocturne de Sens et réalise une dizaine de tops dix. Il continue la compétition en 2018 en prenant une licence au Parisis Athlétic Club 95. 

## Palmarès sur route
- 2013
  - 2e du Grand Prix des Vins de Panzoult
  - 3e du Grand Prix des Foires d'Orval
- 2014
  - Grand Prix de la Libération de Chaumont
  - 2e de Paris-Vallangoujard
- 2015
  - Nocturne de Sens
  - 2e du Prix d'Orléans-Île Arrault
- 2016
  - Nocturne de Cosne-sur-Loire
  - 3e du Critérium Nant'Est Entreprises
  - 3e du Grand Prix de Champagné

## Palmarès sur piste
- 2014
  - 3e du championnat de France de demi-fond
- 2015
  -  Champion de France de demi-fond
- 2016
  - 2e du championnat de France de demi-fond
- 2025
  - 2e du championnat de France de demi-fond